# ZIC3
ZIC3 es un miembro del dedo zinc de la familia de proteínas c erebellum (ZIC).
ZIC3 se clasifica como una proteína ZIC debido a la conservación de los cinco dedos de zinc C2H2, lo que permite que la proteína interactúe con el ADN y las proteínas. La función correcta de esta familia de proteínas es fundamental para el desarrollo temprano y, como tal, se sabe que las mutaciones de los genes que codifican estas proteínas dan como resultado varios defectos congénitos. Por ejemplo, la mutación de ZIC3 se asocia con heterotaxia, que se cree que ocurre debido al papel de ZIC3 en la formación de la simetría inicial izquierda-derecha, que implica el mantenimiento del nodo redistribuido después de que la asimetría del embrión se rompe inicialmente. La mutación de ZIC3 también se asocia con varios defectos cardíacos, como la formación de bucles cardíacos; sin embargo, se cree que representan una forma leve de heterotaxia. Los estudios basados en ratones han relacionado el ZIC3 defectuoso con defectos del tubo neural (espina bífida) y defectos esqueléticos.
ZIC3 también es de particular interés ya que se ha demostrado que es necesario para el mantenimiento de la pluripotencia de las células madre embrionarias.

## Participación en la señalización Wnt
Se ha descubierto recientemente que ZIC2, otro miembro de la familia ZIC, interactúa con TCF7L2, lo que le permite actuar como un inhibidor de la señalización de Wnt / β-catenina. Experimentos adicionales han indicado que el ZIC3 humano también es capaz de inhibir la señalización de Wnt y que los dominios de los dedos de zinc son absolutamente críticos para esta función. Este papel es de vital importancia, ya que no solo es fundamental la correcta señalización de Wnt para el desarrollo temprano, También se ha encontrado que la señalización Wnt está asociada a varios cánceres.